# Königlich Bayerisches 18. Infanterie-Regiment „Prinz Ludwig Ferdinand“

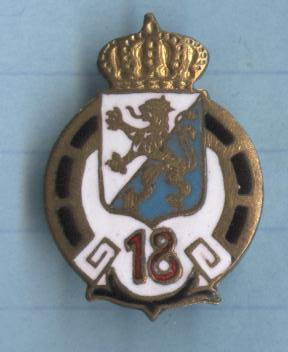
Mitgliedsabzeichen der Regimentsvereinigung.

Das 18. Infanterie-Regiment „Prinz Ludwig Ferdinand“ war ein Verband der 6. Infanterie-Brigade der Bayerischen Armee. Friedensstandort des Regiments war Landau in der Pfalz.

## Geschichte

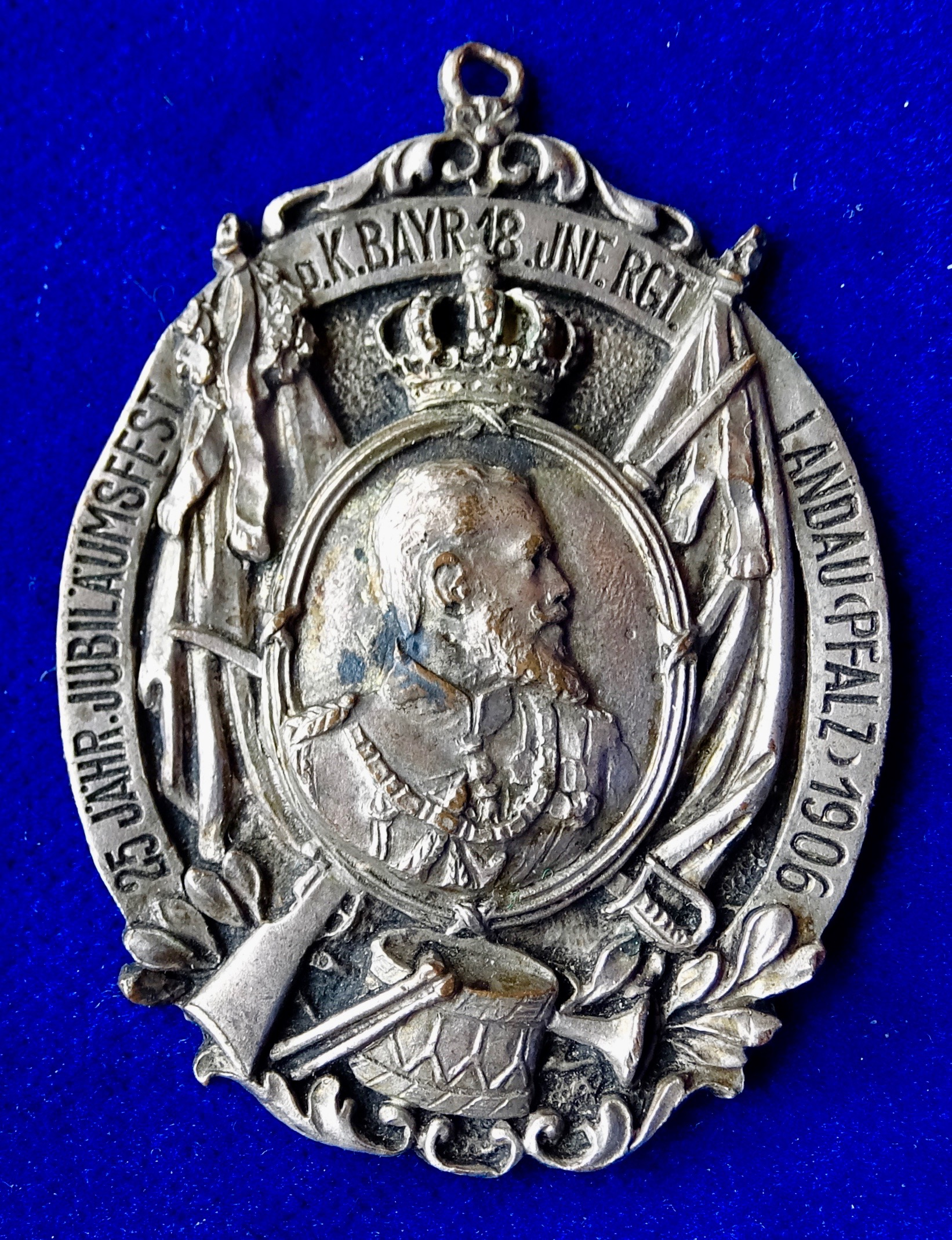
Ludwig Ferdinand, Prinz von Bayern, Medaille 1906 zum 25. Jubiläumsfest seines Infanterie-Regiments in Landau in der Pfalz.

### Aufstellung und Entwicklung
Das Regiment wurde aufgrund des Reichsgesetzes vom 6. Mai 1880 am 1. April 1881 als erste neue bayerische Truppe aufgestellt. Erster Kommandeur war Karl Lindhamer, der das Kommando am 24. März 1885 an Franz Popp übergab. 1886 bis 1889 fungierte Gustav Waagen als Regimentskommandeur. Am 11. Mai 1883 hatte man Prinz Ludwig Ferdinand von Bayern zum Inhaber ernannt, der dem Regiment auch seinen Namen gab. Am 22. Februar 1913 wurde Oberst Luitpold Weiß-Jonak zum Kommandeur der Einheit.

### Erster Weltkrieg
Im Ersten Weltkrieg trat das Regiment als Teil der 6. Armee in Gefechtsstärke von 69 Offizieren, sechs Sanitätsoffizieren, drei Zahlmeistern und 3.200 Unteroffiziere und Mannschaften sowie 235 Pferden in Frankreich an und verblieb an der Westfront bis zum Waffenstillstand am 11. November 1918.
Während des Krieges hatte das Regiment zu beklagen an
- Toten: 76 Offiziere, 2 Sanitätsoffiziere, 378 Unteroffiziere und 3.004 Mannschaften
- Vermissten: 6 Offiziere, 33 Unteroffiziere und 390 Mannschaften
- durch Krankheiten/Unfall Verstorbenen: vier Offiziere, ein Sanitätsoffizier, elf Unteroffiziere und 137 Mannschaften

Am Ende des Krieges befanden sich 22 Offiziere, zwei Sanitätsoffiziere, 129 Unteroffiziere und 1.073 Mannschaften in Gefangenschaft.

### Verbleib
Nach Kriegsende marschierten die Reste des Regiments in die Heimat zurück und trafen ab 11. Dezember 1918 in Ochsenfurt ein. Dort fand ab 10. Januar 1919 die Demobilisierung statt und das Regiment wurde später über die Abwicklungsstelle Würzburg aufgelöst. Aus Teilen bildeten sich zwei Freiformationen. Die Freiwilligenkompanie war bei dem Freiwilligen-Detachement Götz tätig und ging Anfang Juni 1919 im I. Bataillon des Reichswehr-Infanterie-Regiments 45 auf. Die Freiwilligen-MG-Abteilung Härtl wurde zur MG-Kompanie des Reichswehr-Jäger-Bataillons 21.
Die Tradition des Regiments übernahm in der Reichswehr die 2. Kompanie des 21. (Bayerisches) Infanterie-Regiments in Würzburg.